# Sở Hùng
Châu tự trị dân tộc Di Sở Hùng (tiếng Trung: 楚雄彝族自治州; Hán-Việt: Sở Hùng Di tộc Tự trị châu; bính âm: Chǔxióng Yízú Zìzhìzhōu), là một châu tự trị tỉnh Vân Nam, Cộng hòa Nhân dân Trung Hoa. Diện tích châu tự trị này là 29.256 km², dân số 2.542.530 người.

## Các đơn vị hành chính
Châu tự trị dân tộc Di Sở Hùng quản lý các đơn vị cấp huyện sau:
- Thành phố cấp huyện: Sở Hùng (楚雄市), Lộc Phong (禄丰市)
- Huyện: Song Bách (双柏县), Mưu Định (牟定县), Nam Hoa (南华县), Diêu An (姚安县), Đại Diêu (大姚县), Vĩnh Nhân (永仁县), Nguyên Mưu (元谋县), Vũ Định (武定县)